# Dessau-Radegast-Köthener Bahn
Dessau-Radegast-Köthener Bahn (DRKB) – dawna wąskotorowa (750 mm), niezelektryfikowana linia kolejowa biegnąca przez teren kraju związkowego Saksonia-Anhalt, w Niemczech. Łączyła ona miejscowości Dessau, Köthen i Radegast.